# Mizoprostol
Mizoprostol – organiczny związek chemiczny, syntetyczny analog prostaglandyny E1, stosowany jako lek w prewencji i leczeniu choroby wrzodowej żołądka spowodowanej niesteroidowymi lekami przeciwzapalnymi (NLPZ). Łącząc się ze swoim receptorem EP3, hamuje wydzielanie soku żołądkowego (zarówno spoczynkowe, jak i poposiłkowe), nasila produkcję ochronnego śluzu i wodorowęglanów. Obecnie utracił pierwotne znaczenie na rzecz inhibitorów pompy protonowej oraz blokerów receptora H2. Produkuje go amerykański koncern farmaceutyczny Pfizer-Pharmacia (jako Cytotec). Jest składnikiem preparatów złożonych, z diklofenakiem (Arthrotec) i naproksenem (Napratec).

## Przeciwwskazania
- nadwrażliwość na prostaglandyny
- ciąża (u kobiet w wieku rozrodczym można stosować wyłącznie w razie stosowania skutecznej antykoncepcji) ze względu na działanie teratogenne[1]
- karmienie piersią (w mleku są obecne metabolity mizoprostolu[2]).

## Działania niepożądane
- biegunka (do 30% pacjentów, częstość zależna od dawki)
- ból głowy
- ból brzucha, wzdęcia
- nudności, wymioty
- obfite krwawienia miesięczne
- poronienia

## Zastosowania

### Prewencja i leczenie wrzodów spowodowanych niesteroidowymi lekami przeciwzapalnymi
Mizoprostol hamuje wydzielanie kwasów żołądkowych przez wiązanie się z receptorami prostaglandynowymi na powierzchni błony komórkowej komórek okładzinowych. Ze względu na mechanizm działania, mizoprostol sprawdza się głównie w prewencji wrzodów spowodowanych przez stosowanie niesteroidowych leków przeciwzapalnych. Istnieją też preparaty złożone, zawierające i lek przeciwzapalny i mizoprostol. Skuteczność mizoprostolu w tym zastosowaniu porównywalna jest do skuteczności omeprazolu.

### Aborcja
Mizoprostol może być używany celem przeprowadzenia aborcji farmakologicznej. W połączeniu z mifepristonem jest to metoda aborcji zalecana przez WHO w pierwszym trymestrze ciąży. W wielu krajach, w których aborcja jest nielegalna, jest ona przeprowadzana właśnie przy użyciu mizoprostolu.

### Wywoływanie porodu
Mizoprostol może być użyty celem wywołania porodu. Jest w tym zastosowaniu skuteczniejszy od oksytocyny, ale może wiązać się z częstszymi efektami niepożądanymi. Przyspiesza też dojrzewanie szyjki macicy.

### Krwotok poporodowy
Mizoprostol w leczeniu krwotoku poporodowego jest niewiele mniej skuteczny niż oksytocyna.